# Mark Rein

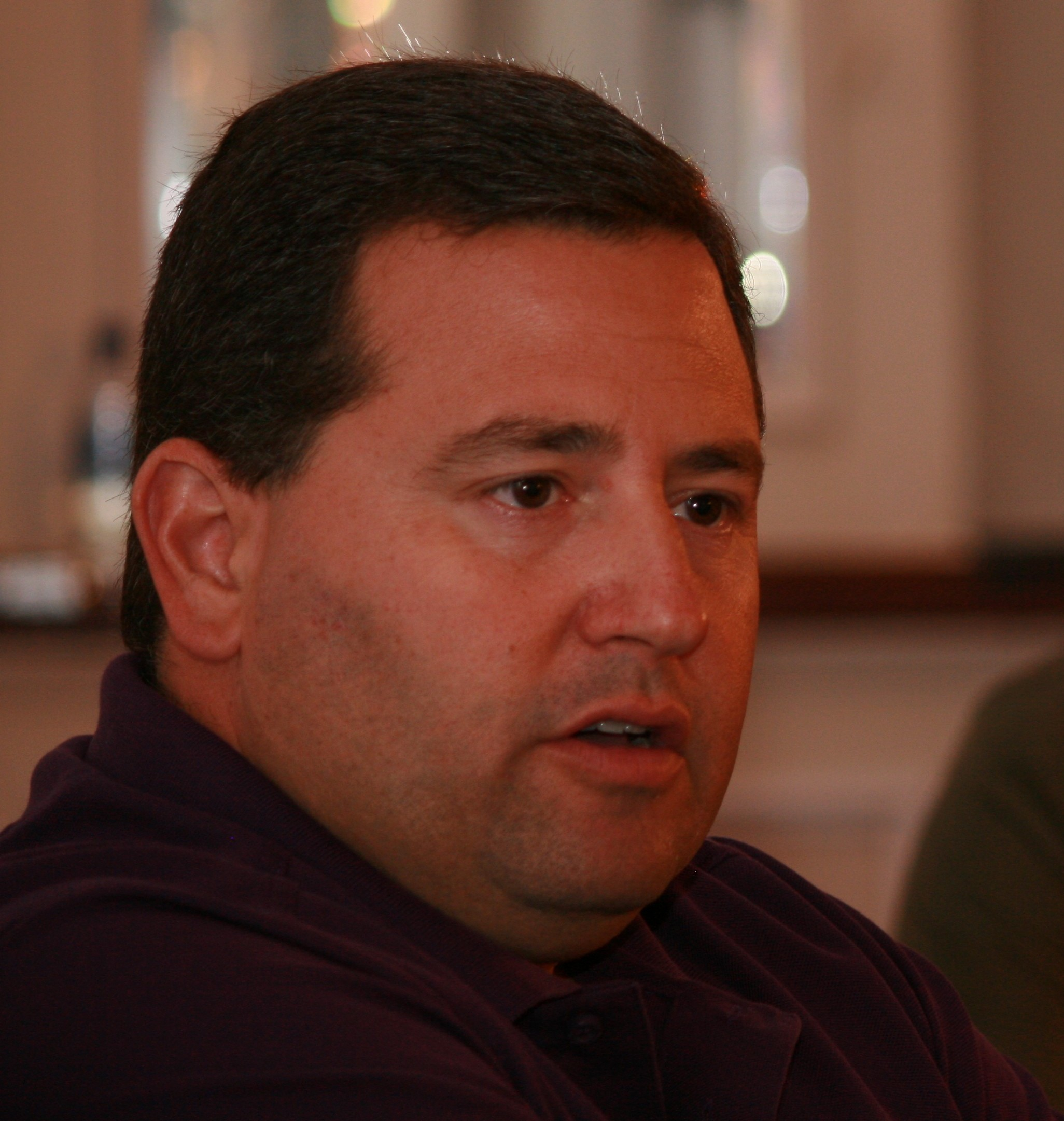
Mark Rein in 2012

Mark Alan Rein (Toronto, 2 mei 1956) is een Canadees zakenman en medeoprichter van het bedrijf Epic Games. Hij is ook sinds 2013 mede-eigenaar van de Carolina Hurricanes, een ijshockeyteam actief in de National Hockey League (NHL).
Rein begon in de gaming industrie bij id Software. Na meningsverschillen maakte hij in 1991 de overstap naar het toen startende Epic Games.
Rein is bij het bredere gaming-publiek gekend als de schrijver van regelmatige updates in het tijdschrift Game Developer over de status van de Unreal Engine ontwikkeld bij Epic. Hij woont en werkt in Raleigh, North Carolina.